# 東照宮

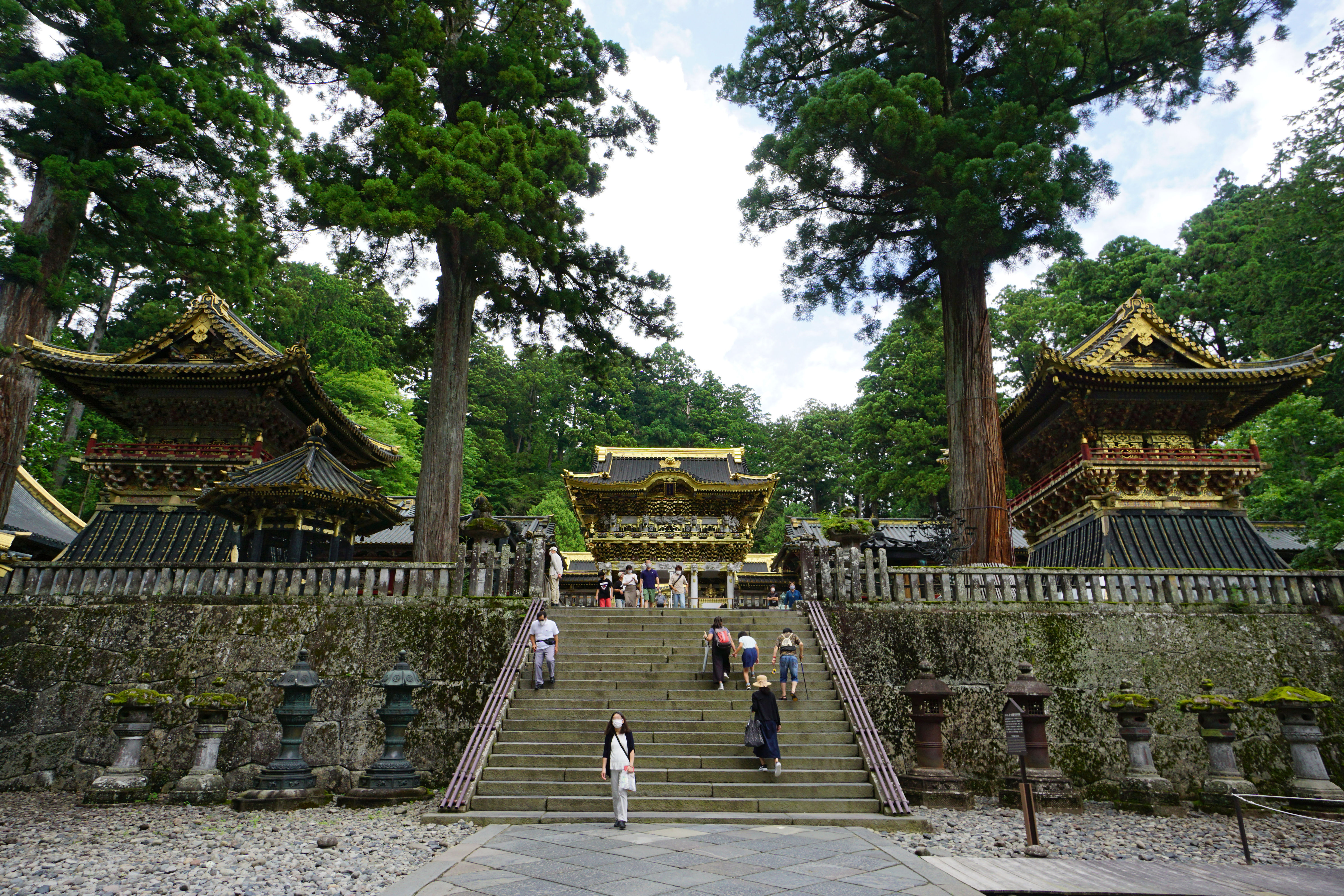
日光東照宮（栃木県日光市）

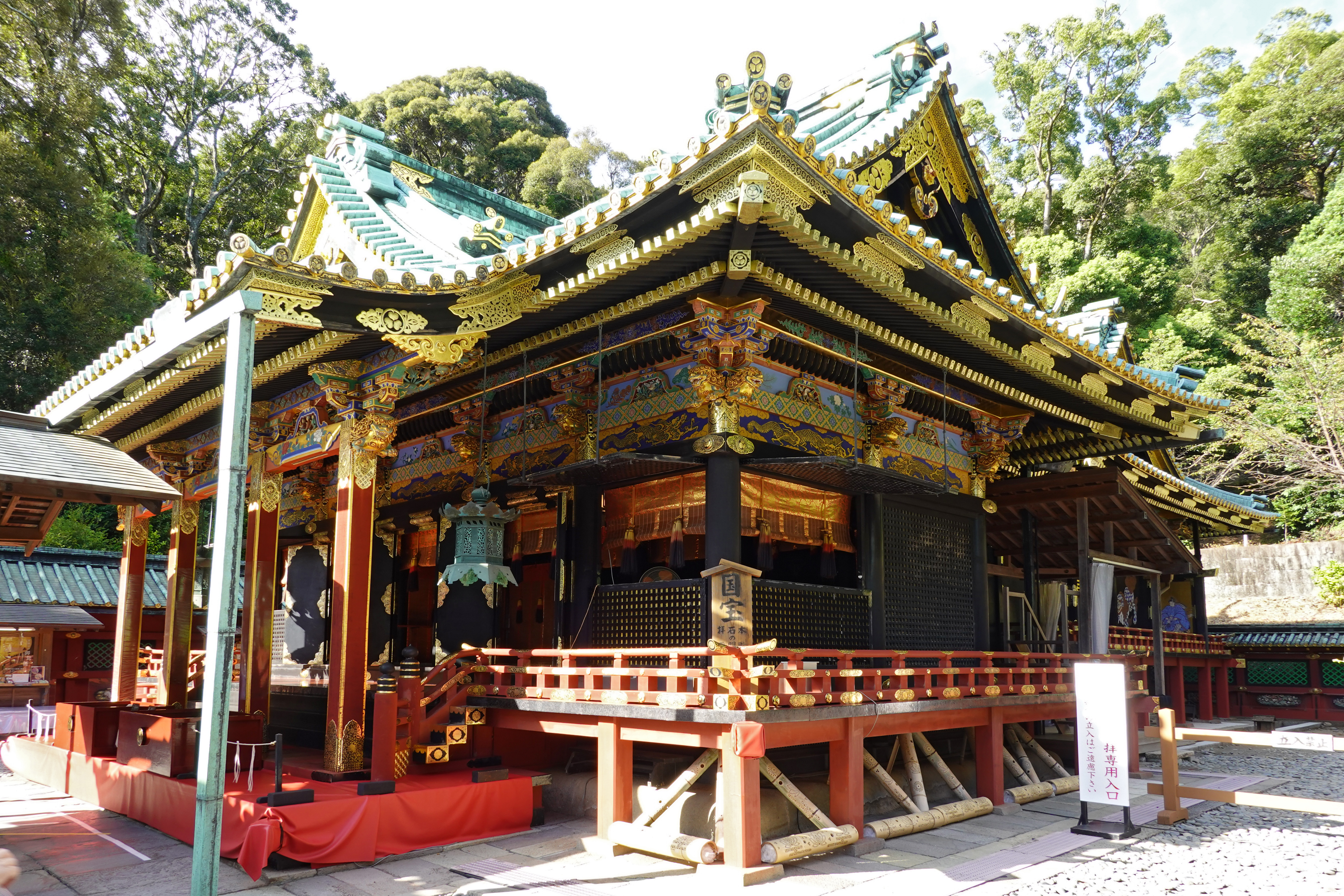
久能山東照宮（静岡県静岡市）

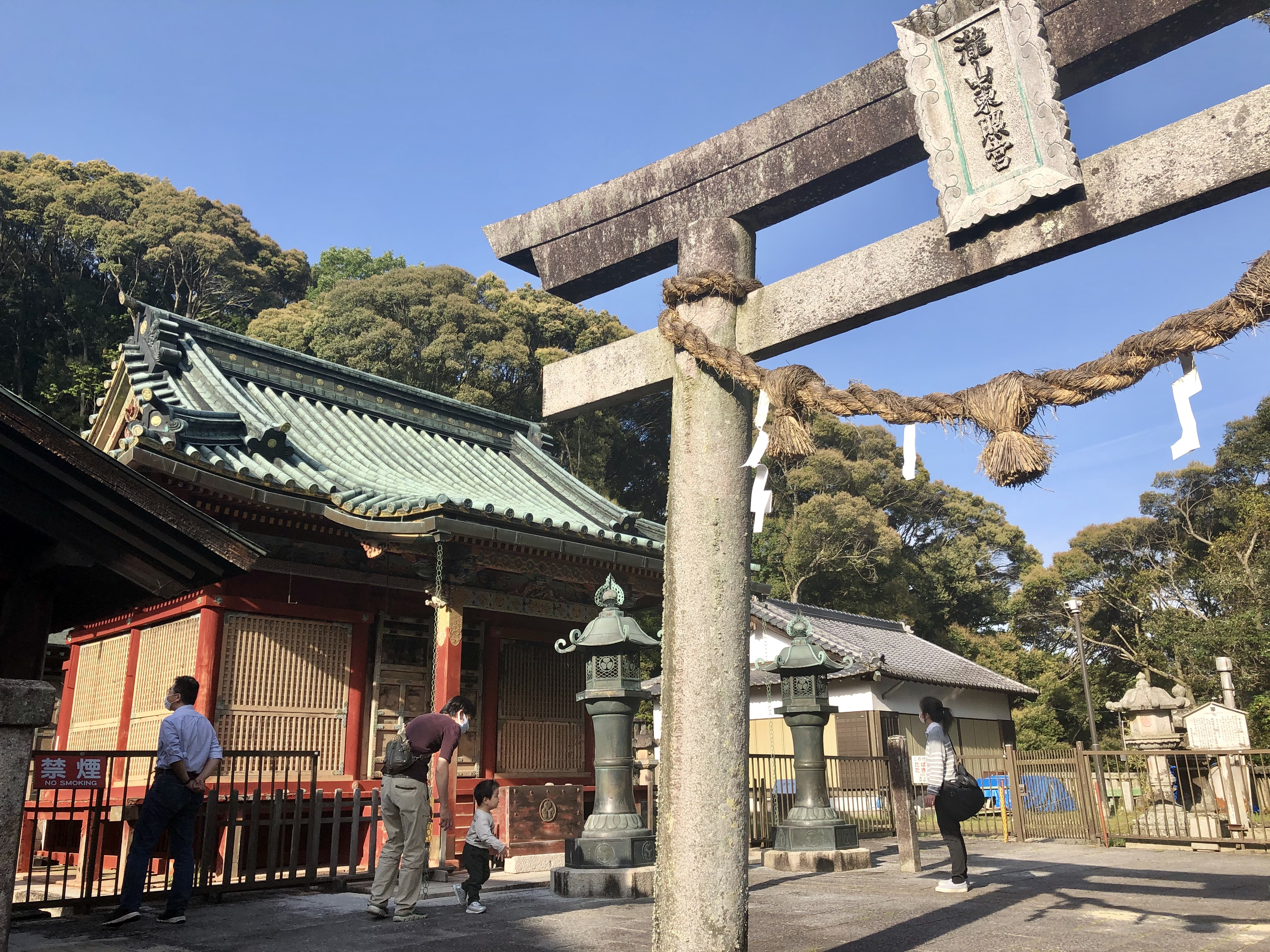
滝山東照宮（愛知県岡崎市）

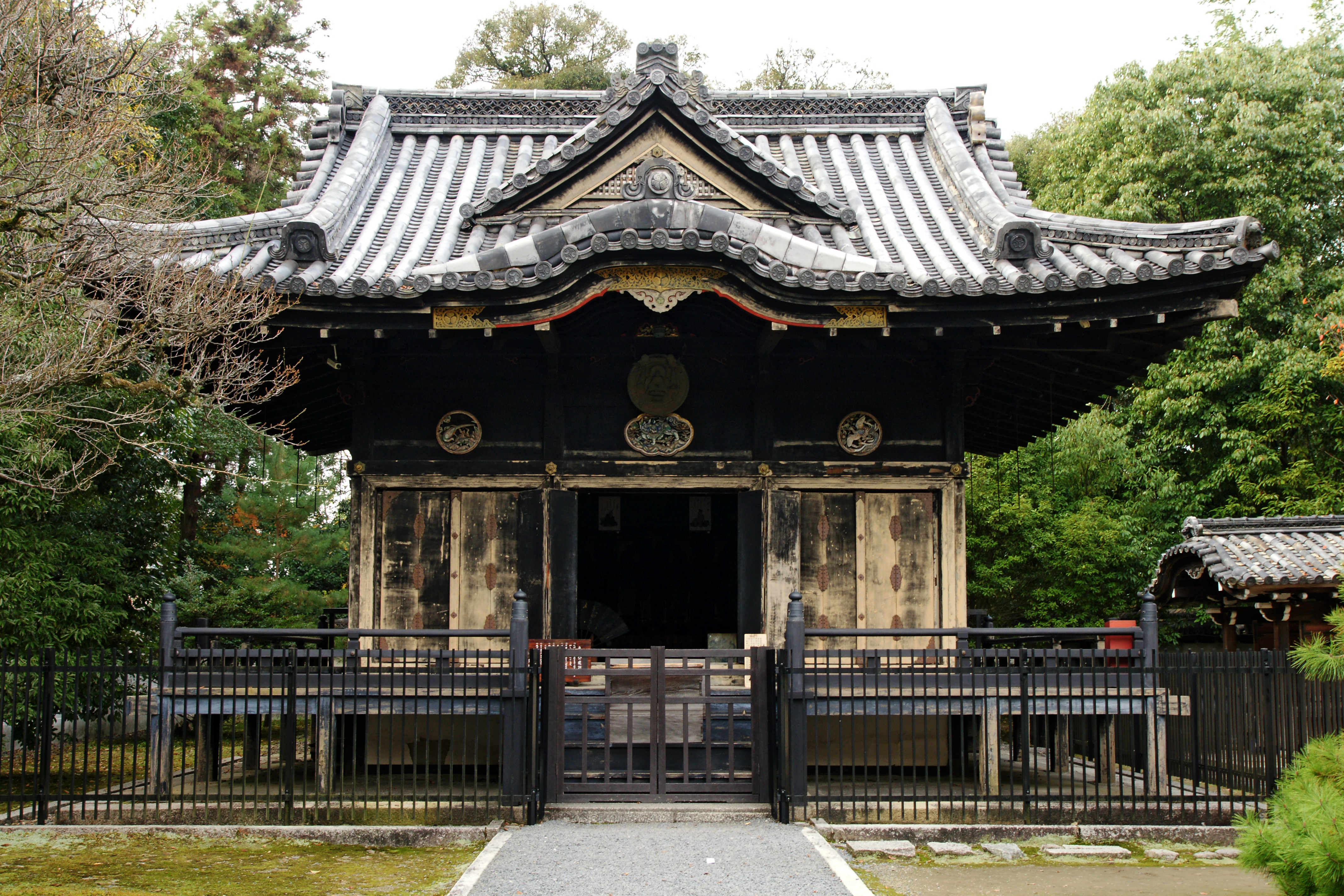
金地院東照宮（京都府京都市）

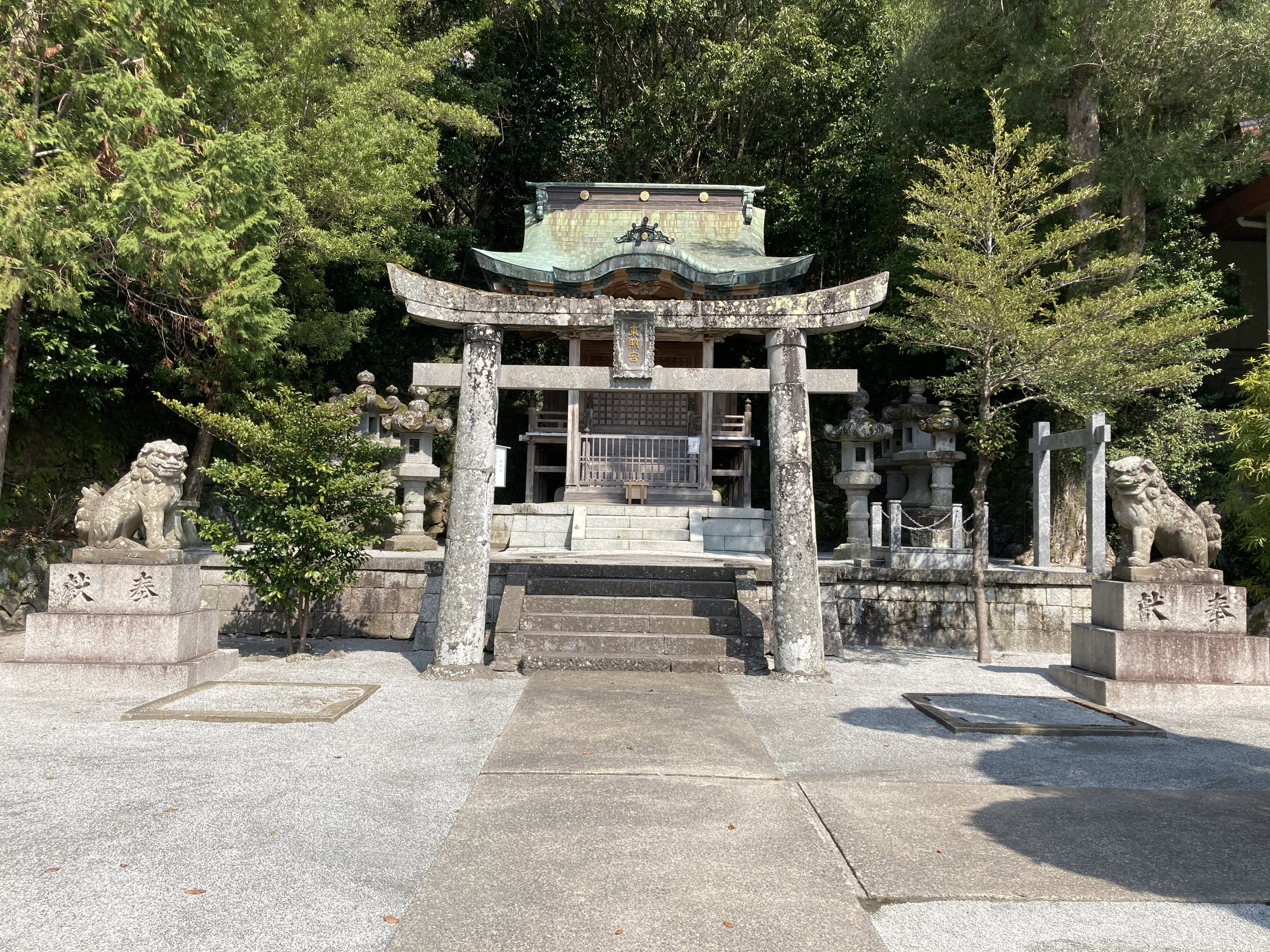
長崎東照宮（長崎県長崎市）

東照宮（とうしょうぐう）は、江戸幕府初代将軍の徳川家康を「東照大権現」として祀る神社である。

## 沿革
元和2年（1616年）4月2日、今際の徳川家康は金地院崇伝・南光坊天海・本多正純を呼び、次のように遺言した。
同年4月17日、家康は駿府城で薨去し、柩はその晩に久能山へ運ばれた。同年12月、江戸幕府は遺言に従って久能山に東照社（現・久能山東照宮）を創建した。これに伴い朝廷は翌元和3年（1617年）2月21日、神社としての東照社に「東照大権現」の神号を宣下するとともに正一位を贈位、さらに神格化された家康本人に対しても同年3月9日正一位を贈位している。幕府は日光にも東照社の建設を進め、家康薨去の一周忌にあたる同年4月17日に遷座祭を挙行、ここに二つの東照大権現が並び立つことになった。また、ほぼ同時期に2代将軍の徳川秀忠は、江戸城内の紅葉山にも東照社の社殿を造営した（紅葉山東照宮）。正保2年（1645年）には宮号の宣下があり、東照社は東照宮と号するようになった。
以後、東照社（東照宮）は各地の幕府領に建てられただけでなく、家康の子孫である御三家など親藩も独自に望んで勧請し、また3代将軍の徳川家光が諸大名に造営を勧めたこともあって、譜代大名および将軍家と縁戚関係がある外様大名も競って東照大権現を祀り、全国で500社超が建てられるに至った（廃絶されたものを含めると約700社が確認されている）。しかし、明治維新による江戸幕府の崩壊とそれに続く神仏分離、廃仏毀釈と相まって廃社や合祀が相次ぎ、現存するのは約130社となっている。
これらの東照宮のうち、本宮の日光東照宮、御遺体を祀る久能山東照宮に、自社を加えて「日本三大東照宮」と称す東照宮は多いが、規模・華麗さで劣る南禅寺塔頭金地院東照宮が幕府の正史に遺言が残り家康の遺髪及び持念佛を祀っている。

## 宣命

### 贈東照大権現

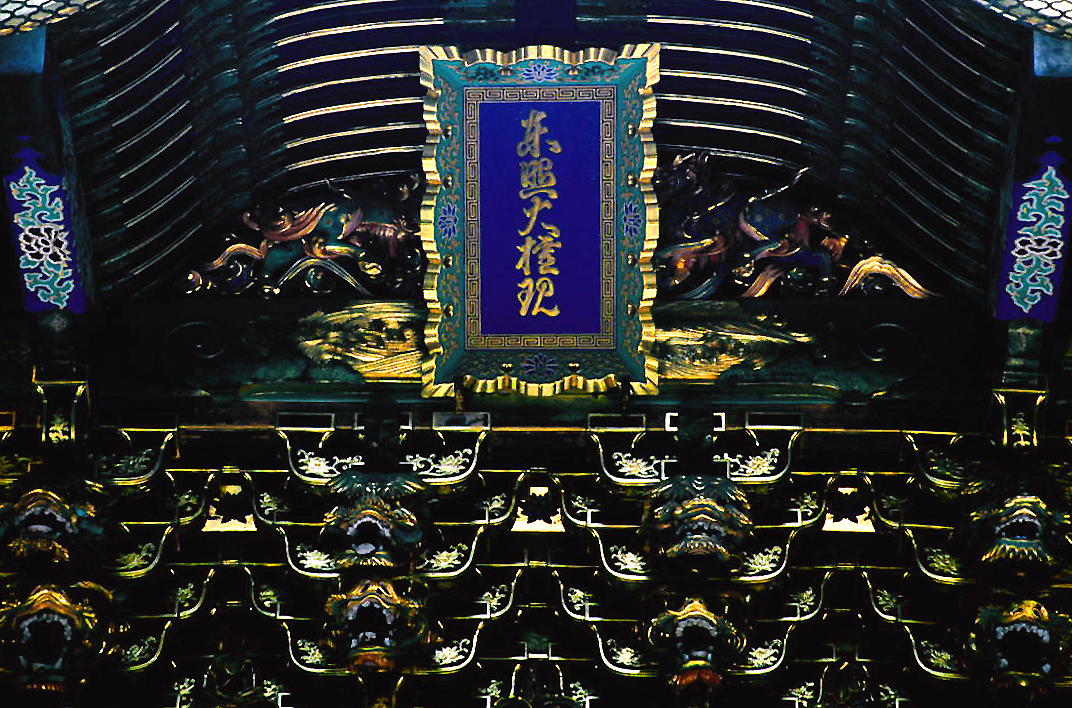
日光東照宮陽明門に掲げられた「東照大権現」の勅額（後水尾天皇の宸筆）

天皇（すめら＝後水尾天皇）が詔旨（おほみこと）らまと、故柳営大相国（もとのりうえいだいそうこく）源朝臣に詔（のら）へと、勅命（おほみこと）を聞食（きこしめせ）と宣（のたま）ふ、威風を異邦（とつくに）の域（さかひ）に振（ふる）ひ、寛仁を率土の間に施す、善を行ふこと敦（あつ）くして徳顕（あらは）る、身既に没（みまか）りて名存せり、其の霊（みたま）を崇（たふと）びて東関（あづまのくに）の奥域（おくつき）に大宮柱（おほみやはしら）広敷立（ひろしきた）て、吉日良辰（よきひのよきとき）を択（えら）び定めて、東照の大権現と上（のぼ）せ給ひ治め賜ふ、此の状（さま）を平（たいら）けく安（やすら）けく聞食（きこしめ）して、霊験（みしるし）新たに天皇（すめら）が朝廷（みかど）を宝位（あまつひつぎ）動くこと無く、常磐（ときは）に堅磐（かきは）に夜守日守（よのまもりひのまもり）に、護（まもり）幸（さきは）ひ給ひて、天下昇平（あめがしたむくさか）に、海内静謐（くぬちおだひ）に、護（まもり）恤（めぐみ）賜へと、恐（かしこ）み恐みも申し賜はくと申す　元和三年（1617年）二月二十一日

### 贈正一位
東照大権現に正一位（おほいひとつのくらゐ）を贈る勅（おほみこと）宣（のたま）ふ、仰（そも）太政大臣（おほいまつりことのおほいまちきみ）御諱（おんいみな）、幼少（おさな）き昔より敵の陣に囲まれ、その囲（かこみ）を遁（のが）れ、若年（わかきよはひ）の時より心武（たけ）く、長年（ながきとし）にして古代の名将に越えて、武威（たけきいかしきさま）を日本（ひのもと）に輝（かがやか）し、逆乱（あらがひみだるるよ）を治め、庶民（あをひとぐさ）安閑（うらやすし）の思（おもひ）を成す、是（これ）彼の朝臣が忠功（まめなるいさをし）たり、依って在世（うつしよ）の忠義（まめなるつかへ）を感じ、神霊（みたま）と仰ぎ、東の守護神（まもりのかみ）たらむ事を勅命（おほみこと）有りて宣旨を宣給（のりたま）ふ　元和三年 (1617) 二月二十一日

### 宮号宣下
天皇（すめら＝後光明天皇）が詔旨（おほみこと）らまと、掛けまくも畏（かしこ）き日光の東照大権現の広前（ひろまへ）に恐（かしこ）み恐みも申し賜はくと申さく、元和三年勧請（くわんじやう）せる良辰（よきとき）に正一位（おほいひとつのくらゐ）を授げ奉（たてまつ）れるより以降（このかた）、海内安全（くぬちおだひ）にして年序（としつき）も積もれり、殊（こと）に朕薄徳を以（も）て天之日嗣（あまつひつぎ）を承（う）け伝へ給ふ、又武運も延長にして、子孫相続（うみのこのつづき）し、公武繁栄なるは、偏（ひとへ）に是（これ）権現の広き御恵（おんめぐみ）、厚き御助（おんあなない）なり、故是（かれここ）に所念行（おもほす）の事有りて、今、社を改めて宮と崇（たふと）み奉（まつ）る、吉日良辰（よきひのよきとき）を択び定めて、正二位（おほいふたつのくらゐ）行（ぎやう）前大納言（さきのおほいものまうすつかさ）兼（かねて）前右近衛大将（さきのみぎのちかきまもりのつかさのかみ）藤原朝臣経季（＝今出川経季）を差し使はして、古き御位記を改めて捧げ持たしめて、出（いだ）し奉（たてまつ）り給ふ、権現此の状（さま）を平（たひらけ）く安（やすらけ）く聞食（きこしめし）て、天皇（すめら）が朝廷（みかど）を宝祚（あまつひつぎ）動き無く、常磐堅磐（ときはかきは）に夜守日守（よのまもりひのまもり）に護幸（まもりさきは）ひ賜ひて一天安穏（あめのしたおだひ）に万国豊稔（よろづみのりゆたか）に護（まも）り恤（めぐ）み給へと、恐（かしこ）み恐みも申し賜はくと申す　正保二年（1645年）十一月三日

## 東照宮の一覧
正式名称は「東照宮」としながら、他との区別のため「<地名>東照宮」と名乗る神社も多い。

### 北海道・東北地方
渡島振興局（北海道）
- 北海道東照宮 - 函館市。江戸幕府が五稜郭を建設する際、鬼門の抑えとして等澍院に祀られていた東照大権現を遷座、設立した。

青森県
- 弘前東照宮 - 弘前市。本殿は国の重要文化財だが、宗教法人の破産により祭神は黒石神社に遷座されている。弘前藩2代藩主津軽信枚が、南光坊天海を通じて東照権現の勧請し創建したもので、全国に先駆けて設けられた東照宮の一つ。

宮城県
- 仙台東照宮 - 仙台市青葉区。本殿や唐門は国の重要文化財。仙台を統治した伊達家は徳川家と縁があり、また大火や水害などによって疲弊した経済を幕府によって救済された恩義から、伊達忠宗が幕府への忠心の証左として東照宮を徳川家光に勧請したもの。

福島県
- 東照宮 - 会津若松市。若松城二の丸、三の丸南方にあったが戊辰戦争で焼失する。

### 関東地方
茨城県

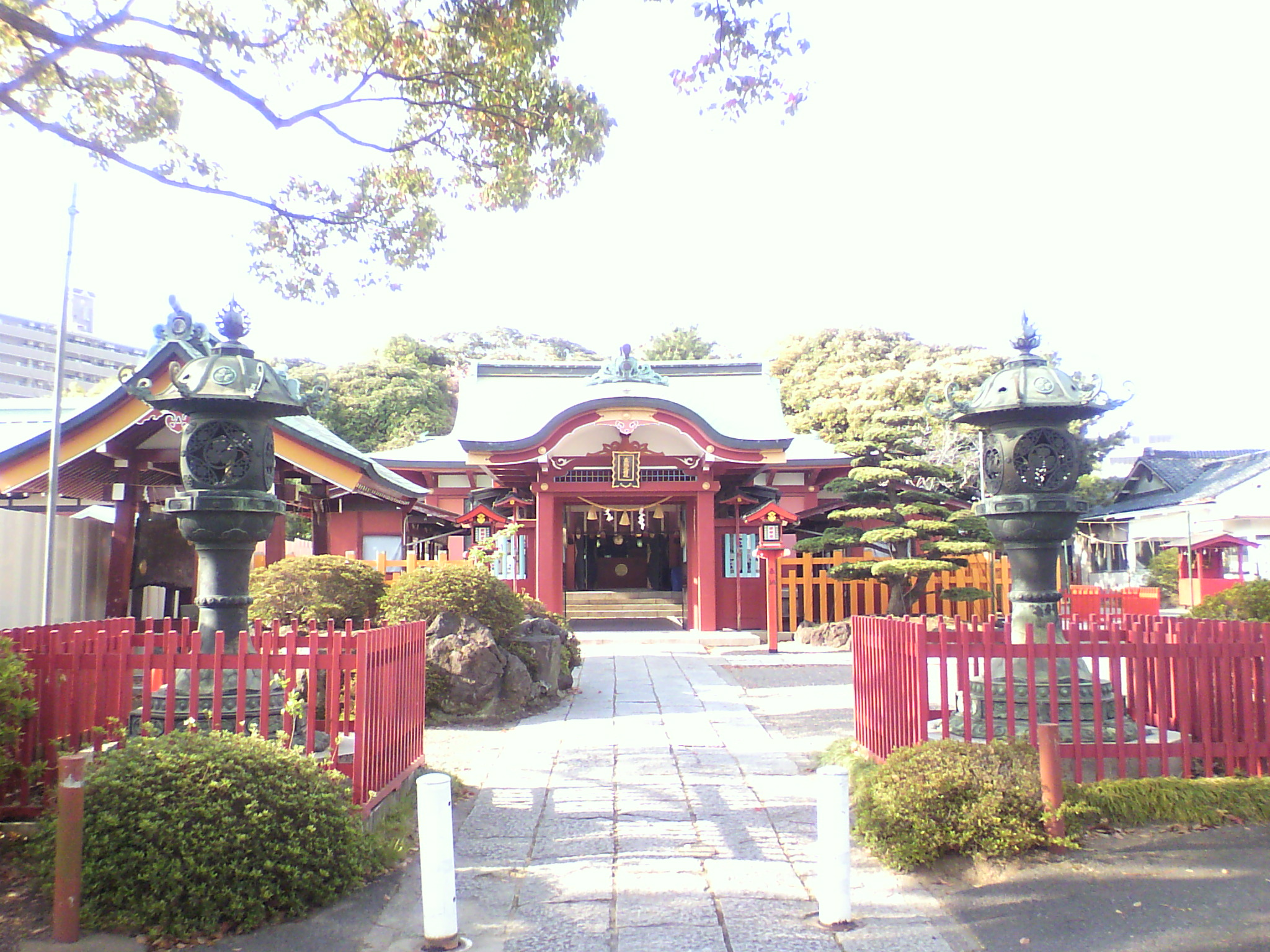
水戸徳川家の水戸東照宮

- 水戸東照宮 - 水戸市。水戸藩の藩祖徳川頼房によって創建された東照宮。戦災で焼失し、現在の社殿は戦後の再建。

栃木県
- 日光東照宮（総本宮）- 日光市。境内は世界文化遺産「日光の社寺」の一つ。詳細は徳川家康霊廟を参照。

群馬県
- 世良田東照宮 - 太田市。三大東照宮を称していたことがある。本殿は日光東照宮から移築されたもので、拝殿などを含め国の重要文化財。明治時代の神仏分離令によって長楽寺から移築された。この地に東照宮が鎮座するようになったのは、徳川家が新田氏 – 世良田氏の裔を称していたため。
- 徳川東照宮 - 太田市。世良田宮が建てられたのを機に地元郷士が私邸に建てたもの。
- 前橋東照宮 - 前橋市。徳川家康の二男結城秀康の五男松平直基ゆかりの東照宮。創建時は当時直基の領地であった越前勝山に建てられていたが、直基流松平家（結城松平家）は転封を繰り返していたためにこれに伴い同社も移転を続け、現在の前橋に設けられたのは明治4年（1871年）となっている。

埼玉県

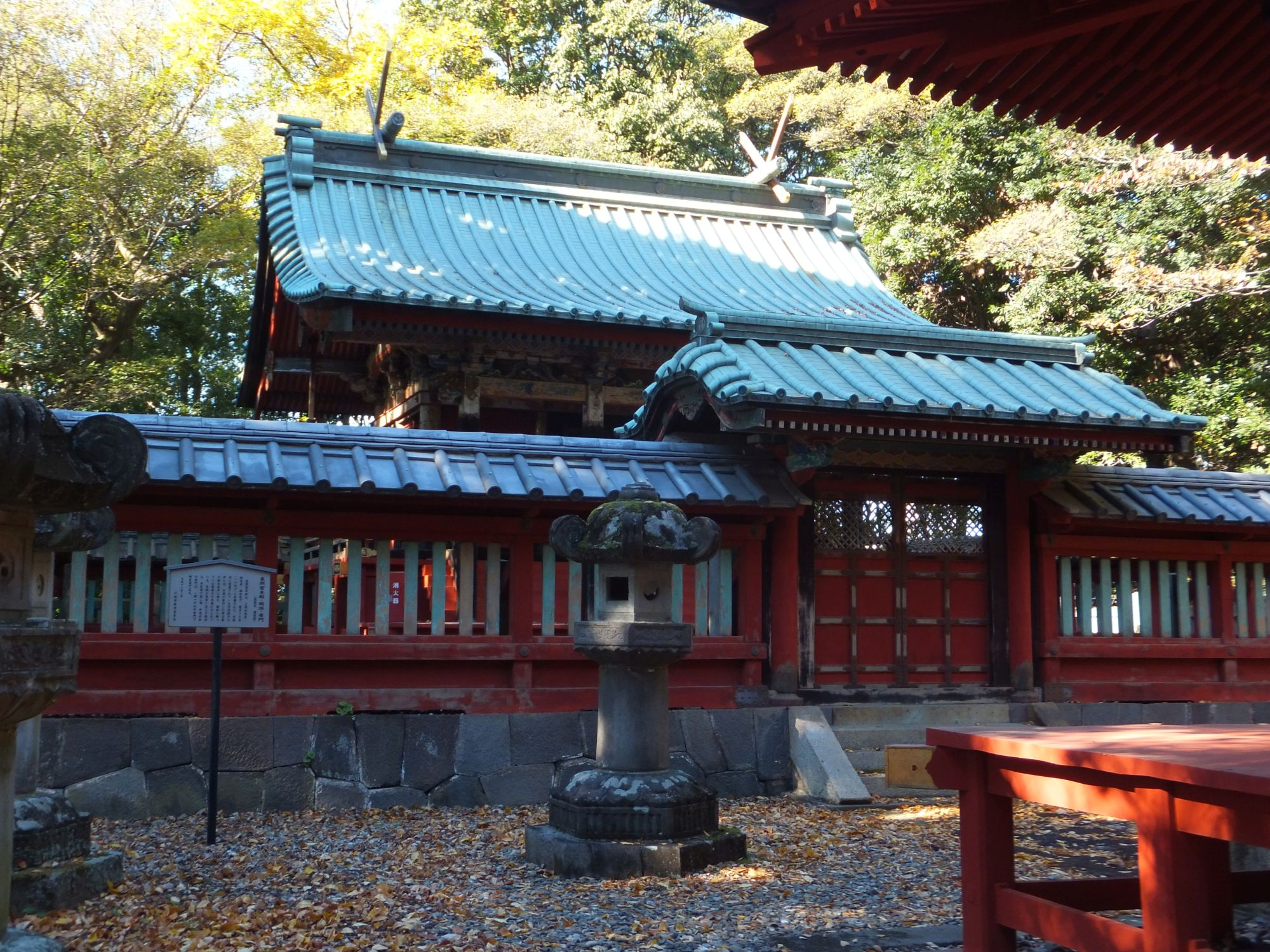
仙波東照宮の本殿・平唐門

- 仙波東照宮 - 川越市。三大東照宮を称す。本殿など6件の建築は国の重要文化財。天海による創建で、久能山から日光への改葬に際し、後水尾天皇から東照大権現の勅額を下賜している。
- 忍東照宮 - 行田市。家康の長女の亀姫が家康像を拝領し、姫の死後に安置したのに始まる。また川崎東照宮に置かれていた御神体が安置されているが、これは鳥羽・伏見の戦いで被災を免れるため持ち運ばれて合祀したものである。

千葉県
- 船橋東照宮 - 船橋市。「日本一小さい東照宮」を自認する。伊奈忠政が家康の命を受けて建てたとされる御殿の跡に建立されたと伝わる。

東京都

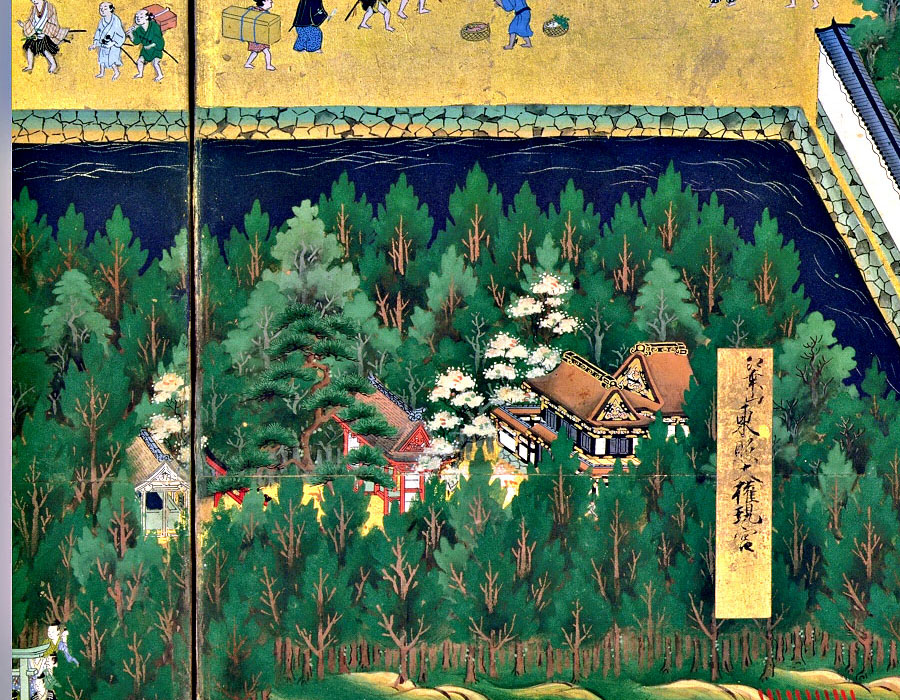
江戸城内にあった紅葉山東照宮（『江戸図屏風』）

- 紅葉山東照宮 - 千代田区。元和4年（1618年）3月4日に江戸城内の紅葉山にて創建され[5]、将軍にとって最も身近な東照宮であった[6]。江戸幕府により直接管理され、秀忠以降の歴代将軍の御霊屋（霊廟）も併設されたほか、家康の命日である4月17日には将軍が参詣する「紅葉山御社参」が執り行われていたが、戊辰戦争での江戸開城により江戸城が皇城となって徳川宗家が退去するに伴い、明治政府が徳川家達に社殿の撤廃を命じたため、明治2年（1869年）3月から8月にかけて破却された[7][8]。近代以後は跡地に紅葉山御養蚕所が置かれているが、扁額（德川記念財団所蔵）[9]、御簾（津山郷土博物館所蔵）[10]、石鳥居（上野東照宮の不忍口に移築）、鳳来山東照宮の宮殿（厨子）と神像など、所縁の資料や遺構が各地に保存されている。なお、江戸時代前期には、江戸城の本丸や二の丸にも東照社（宮号宣下前）が建っていた時期があった[6]。
- 上野東照宮 - 台東区。徳川家康の命によって藤堂高虎の津藩下屋敷の敷地内（後に寛永寺の境内となる）に設けられた。寛永4年（1627年）創建、慶安4年（1651年）に徳川家光により造営替えした社殿が現存する。関東大震災と戦災を免れており、社殿・唐門・透塀・銅灯篭・大石鳥居が国の重要文化財に指定されている。三大東照宮こそは称していないが、下記の芝東照宮が「四大東照宮の一つ」に含めている。池の端参道にある不忍口石鳥居はかつての紅葉山東照宮から明治6年（1873年）に移築したもの。
- 芝東照宮 ‐ 港区。当初は増上寺の管轄だったが、神仏分離令により明治6年（1873年）に独立の神社となる。その絢爛豪華さから「日光・久能山・上野に並ぶ四大東照宮の一つ」と称している。御神体の家康像は家康が還暦を迎えた折に作らせた物で、戦災を免れ都指定有形文化財になっている。ただし本殿は戦災で焼失し、昭和44年（1969年）に再建。
- 東照宮 - 府中市。大國魂神社の境内末社。久能山から日光山への遷座の際に霊柩が武蔵国府の斎場で一夜を明かし、大國魂神社の宮司が祭祀を務めたことを後世に伝えるため、徳川秀忠の命により建立された[11]。

### 中部地方
新潟県
- 蓮華峰寺東照宮 - 佐渡市。蓮華峰寺境内。国登録有形文化財。

長野県
- 勝弦東照宮 - 塩尻市。安永9年 （1780年）に日光東照宮を勧請。

石川県
- 金沢東照宮 - 金沢市。加賀藩が勧請した。金沢城北の丸に建てられ、「北陸の日光」と呼ばれるが明治時代に現在地に移される。現在の尾崎神社。本殿・拝殿・幣殿等は重要文化財。

福井県
- 越前東照宮 - 福井市。福井藩が勧請した。現佐佳枝廼社。

岐阜県

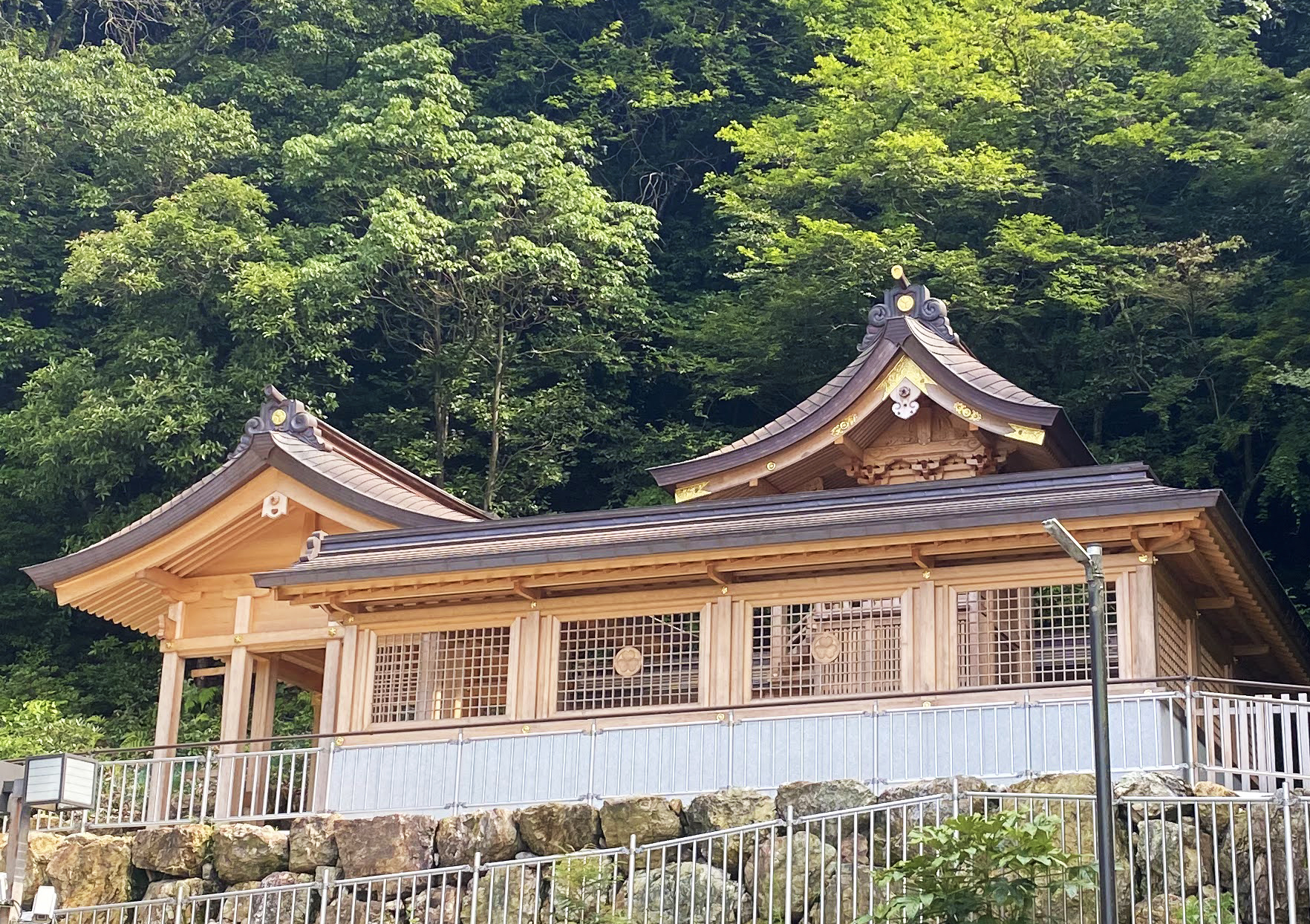
岐阜東照宮（岐阜県岐阜市）

- 岐阜東照宮 - 岐阜市。岐阜奉行所にあった東照宮が前身。明治期に伊奈波神社境内に遷座し社殿も建てられたが、明治24年（1891年）10月28日の濃尾地震により焼失。以後は伊奈波神社境内の摂社に四社合殿の形式で奉祀されていたが、岐阜板垣会会長・澤田榮作が、戊辰戦争の際に板垣退助が日光東照宮を戦禍から守ったという事績に感銘を受け「岐阜東照宮の社殿再建」を発願し「岐阜東照宮奉賛会」を創立[12]。浄財を集め、令和3年（2021年）6月1日に社殿を再建[13][14]。全国東照宮連合会登録・第50番目東照宮となる[15]。
- 飛騨東照宮 - 高山市。飛騨高山藩が勧請した。

静岡県
- 御殿場東照宮（吾妻神社） - 御殿場市。御殿内に徳川家康死去後すぐに創建された。
- 久能山東照宮（総本宮） - 静岡市駿河区。久能山はかつて甲斐武田氏が要害の地として城を築いていた地で、武田氏滅亡後に徳川家康が領有、遺命によってその埋葬地となった。後に秀忠の命によって、日光東照宮と並行して造営される。本殿・拝殿・石の間は国宝。また唐門・玉垣・神楽殿などは国の重要文化財。権現造の元祖[16]
- 元城町東照宮 - 浜松市中央区。浜松城内のかつての曳馬城跡に明治になり旧浜松藩主井上家の家臣が建てたもの。

愛知県

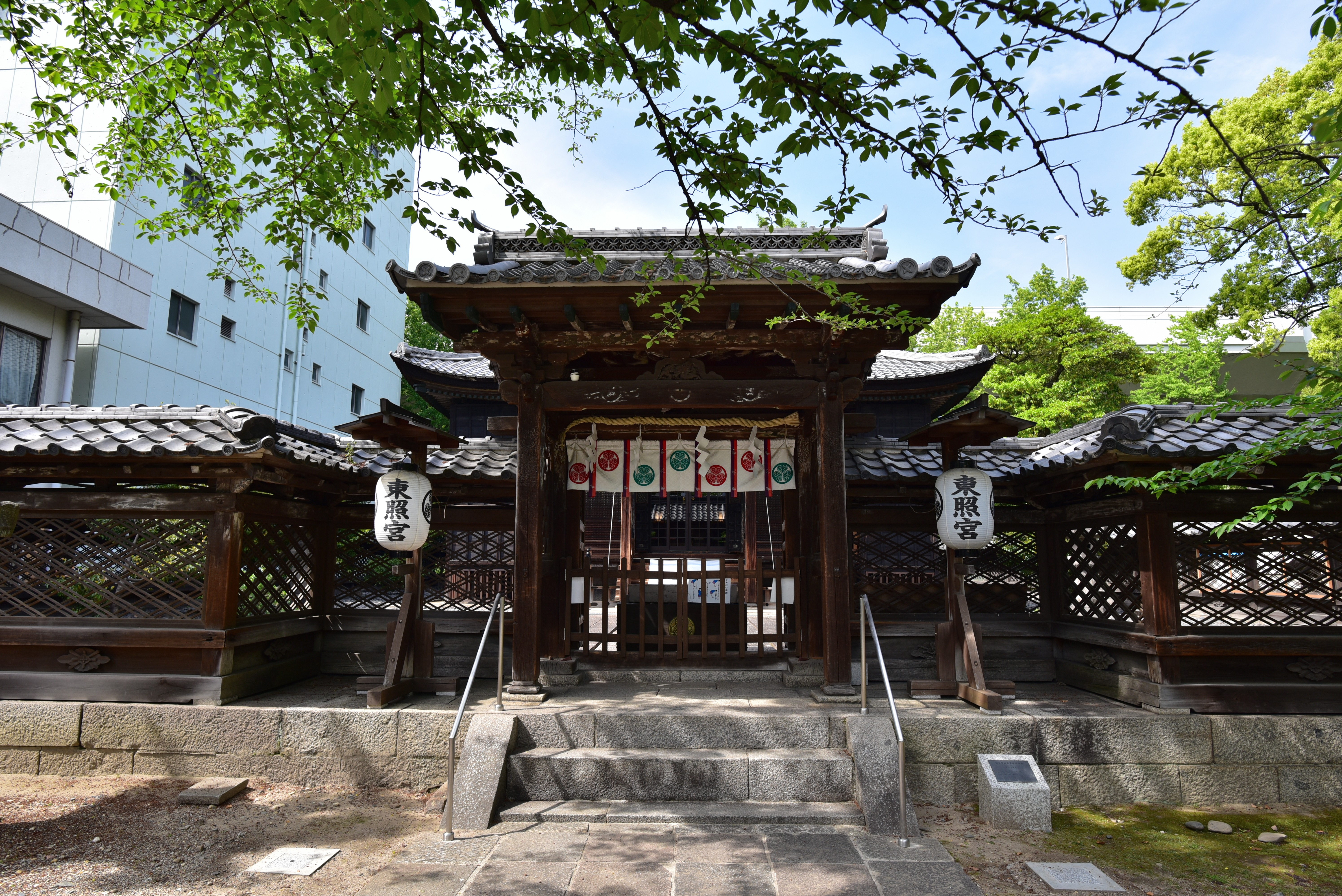
尾張徳川家の名古屋東照宮

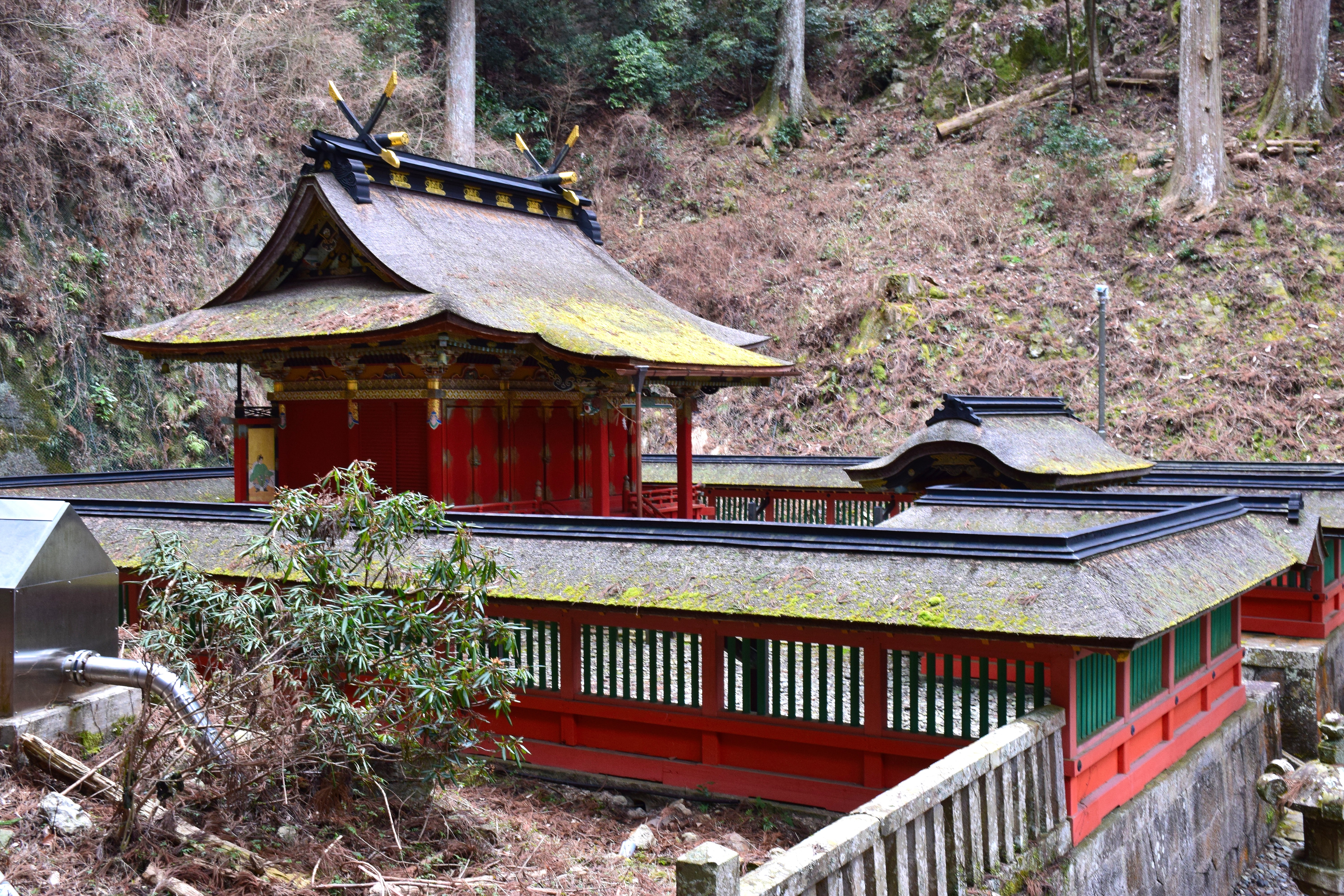
三大東照宮に数えられる鳳来山東照宮

- 滝山東照宮 - 岡崎市。三大東照宮を称す。本殿・拝殿・中門・鳥居などは国の重要文化財。岡崎は徳川家康の生誕地で、岡崎城近辺に東照宮勧請を願った徳川家光によって滝山寺境内に創建された。明治の神仏分離によって滝山寺から独立したが、境内は同じ場所にある。
- 大樹寺東照宮 - 岡崎市。松平家菩提寺。東照宮は現存せず不明。
- 岡崎東照宮 - 岡崎市。かつて岡崎城内にあった。現在の龍城神社。
- 本宿東照宮 - 岡崎市。法蔵寺境内。
- 松平東照宮 - 豊田市。
- 鳳来山東照宮 - 新城市。三大東照宮を称す。本殿や拝殿などは国の重要文化財で、境内は国の名勝及び天然記念物。鳳来寺が徳川家康を儲けた於大の方が参籠したことを知り、感銘を受けた徳川家光と遺志を継いだ徳川家綱の命によって創建された東照宮。
- 名古屋東照宮 - 名古屋市中区。元々名古屋城三之丸にあったため、かつては三之丸東照宮とも呼ばれていた。尾張徳川家の藩祖徳川義直が、父家康の三回忌の翌年の元和5年（1619年）に創祀したのに始まる。明治8年（1875年）に現在の場所に移築される。かつては国宝にも指定されていた壮麗な唐様権現造で知られたが、昭和20年（1945年）の大戦の戦災により焼失したため、昭和29年（1954年）に建中寺にある義直の正室春姫（高原院）の御霊屋を移築して代わりに社殿としている。

### 近畿地方
三重県
- 桑名東照宮 - 桑名市。桑名宗社の境内社。元和3年（1617年）、千姫が本多忠刻との再婚を認めた祖父の家康へ感謝するために勧請したと伝わる。

滋賀県
- 日吉東照宮 - 大津市。本殿と拝殿は国の重要文化財。「関西の日光」とも呼ばれている。東照宮が豪奢絢爛に装飾されるようになった嚆矢は天海上人の手による元和9年（1623年）創建の日吉東照宮で、これが唐様権現造と呼ばれる日光東照宮の雛形なったと言われている。日吉大社は権現信仰のモデルになった日吉信仰の総本社でもある。

京都府
- 金地院東照宮 - 京都市左京区。臨済宗南禅寺派の名刹、金地院境内に設けられる。本殿、拝殿は国の重要文化財。幕府の公式記録に残る家康の遺言により建てられた3社の一つ。家康の遺髪を祀る。
- 東本願寺東照宮 - 京都市下京区。東本願寺境内にあったが焼失し現存しない。
- 圓光寺東照宮 - 京都市左京区。家康の歯が埋葬されている。

和歌山県

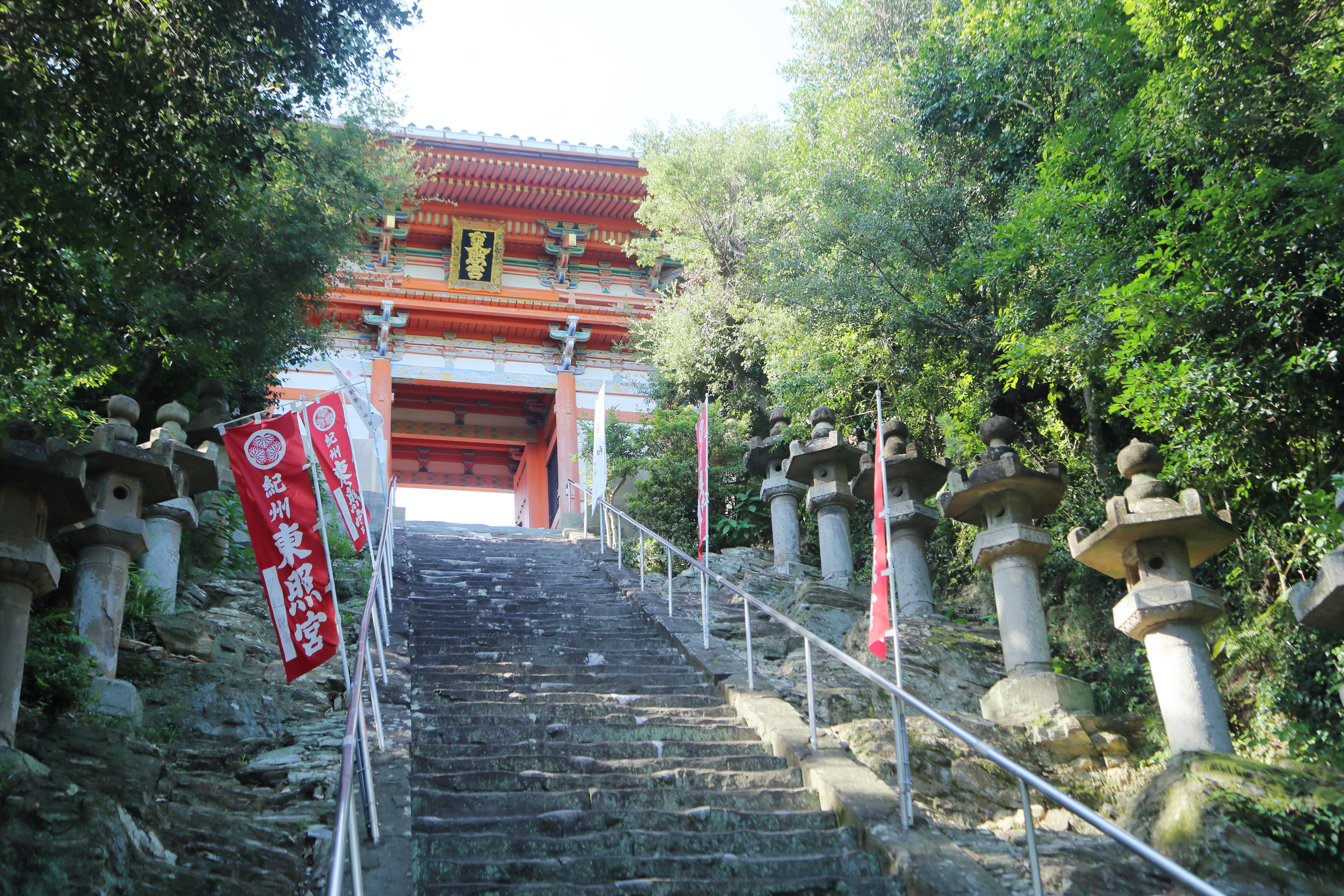
紀州徳川家の紀州東照宮

- 紀州東照宮 - 和歌山県和歌山市。本殿・唐門・楼門・廻廊などは国の重要文化財。元和7年（1621年）に紀州徳川家の藩祖徳川頼宣により南海道の総鎮護として景勝地の和歌浦に創建されたのに始まる。早くから江戸時代の観光娯楽だった参詣の地として知られるようになり、「和歌の浦には名所がござる、一に権現、二に玉津島、三に下がり松、四に塩釜よ、ヨイヨイヨイトナ」と民謡にも唄われる程だった。「関西の日光」または稀に「西の日光」とも呼ばれ、日光東照宮と同じく唐様権現造の社殿、左甚五郎作と伝えられる装飾、侍坂と呼ばれる急峻な108段の石段などで知られる。また和歌祭という例大祭は江戸時代屈指の壮麗な行事として知られ、毎年全国から見物客が訪れる程だった。

大阪府
- 堺東照宮 - 堺市堺区。南宗寺境内。昭和20年（1945年）の大戦の戦災により焼失し、以降に再建された「東照宮 徳川家康墓」が残る。
- 佃東照宮 - 大阪市西淀川区。田蓑神社境内。佃漁民と徳川家康との深い関わりによって奉られており、毎年5月17日には東照宮祭も営まれている。
- 川崎東照宮 - 大阪市北区。元和3年（1617年）造営と他の東照宮より歴史は古かったが、豊臣色が強い地に造営したなど政治的思惑が強かった。鳥羽・伏見の戦いの直後、神体が忍東照宮へ移され、明治6年（1873年）に廃絶。跡地は造幣局などに転用された。

兵庫県
- 圓教寺奥ノ院開山堂内 - 姫路市書写。圓教寺境内。開山堂の改築、寛文年間に内陣に設えられた。2代秀忠公以下13代家定公までのお位牌も安置されている。ご神体は明治期以来行方不明であったが平成22年（2010年）の修理にあたり、落慶法要時に久能山東照宮より分神を遷座した。明治以降初めてのこと。

### 中国地方
岡山県
- 玉井宮東照宮 - 岡山市中区、玉井宮と東照宮と同じ山に二社別々に鎮座していたが明治になり合祀された神社岡山城並びに岡山城下町の総鎮守と創建された。中国地方で初めて勧請された東照宮である。本殿並びに石垣は東照宮の建物で、県指定の重要文化財となっている。
- 愛山東照宮 - 津山市。天和2年（1682年）美作津山藩の3代藩主森長武が徳川幕府に対する忠誠の意を込めて、天台宗の愛宕山地蔵院の境内に東照大権現堂を建てた。その後文化11年（1814年）に津山藩主松平家によって現在の社殿が建てられた。明治4年（1871年）の神仏分離によって東照宮は村柱になり、土地建物を地蔵院と二分して松平家の所有となったのち、昭和38年（1963年）に松平家が津山市に譲渡。その後改めて地蔵院が引き継いで現在に至る。

鳥取県
- 鳥取東照宮 - 鳥取市、別名：因幡東照宮。以前は樗谿（おうちだに）神社という名称だったが、平成23年（2011年）に改称。本殿・唐門・拝殿などは国の重要文化財。鳥取藩初代藩主池田光仲により創建。光仲は家康の曾孫にあたるが、一方で池田家は豊臣恩顧の大名でもあったため、幕府への恭順を示して勧進している。慶安3年に落慶。

広島県
- 広島東照宮 - 広島市東区。安芸広島藩の2代藩主浅野光晟の母は家康の三女の正清院で、光晟は家康の外孫にあたることから東照宮勧請にも熱心だった。本殿は戦災で焼失するが忠実に再建されている。

島根県
- 石見銀山東照宮 - 大田市、勝源寺境内。銀山があり公儀御料になっていた大森に設けられた。

### 四国・九州地方
香川県
- 讃岐東照宮 - 高松市屋島。徳川家康と高松松平家の祖松平頼重を祭神とする屋島神社。

長崎県
- 長崎東照宮 - 長崎市。寛文12年（1672年）、旗本牛込忠左衛門が長崎奉行に着任した際に東照宮を建てた。現社殿は明治30年5月に再建され、明治43年9月に鎮西大社諏訪神社の末社になった。
- 島原東照宮 - 島原市。島原の乱後に島原藩へ移封された高力氏が勧請した。1883年（明治16年）、高力氏の後に島原藩を治めた深溝松平家7代の霊などを合祀して霊丘神社に改まる。